# Koundian
Koundian és una petita població i una comuna rural del cercle de Bafoulabé a la regió de Kayes, a Mali. Al cens de 2009 la comuna consta amb una població de 14.075 habitants, repartits entre diversos nuclis poblacionals.
El líder tuculor al-Hadjdj Umar Tall va construir la fortificació tata) de Koundian propera a la població del mateix nom el 1857. L'abril de 1888 els francesos van ocupar la fortalesa però la van perdre al cap de poc temps. Louis Archinard, amb una expedició de 500 homes, la va reconquistar definitivament a mitjan febrer del 1889.